# 구형모
구형모(具亨謨, 1987년~)는 대한민국의 기업인이자, LX MDI 대표이사 사장이며 LX홀딩스 회장 구본준의 장남이다.

## 경력
- 2014년 LG전자에 입사하였다.[1]
- 2019년 LG전자 일본법인 신사업 담당
- 2021년 5월, LX홀딩스 경영기획담당 상무로 선임되었고 이후 2022년 3월 전무, 12월에는 신설된 LX MDI 대표이사에 취임하였다.
- 2024년 11월, 정기 임원 인사에서 LX MDI 대표이사 사장으로 승진하였다.[2]

## LX MDI
- LX MDI는 그룹 전략 수립, 경영 컨설팅, 정보기술 관리, 인재 육성 등의 기능을 맡고 있다.
- 구형모 사장 재임 기간 중 2023년 매출은 약 85억 원, 2024년에는 약 76억 원이었다.[3]

## 지분 및 승계
- 부친인 구본준 LX홀딩스 회장은 2021년 보통주 850만 주, 2023년 약 157만 주를 증여하여 구형모에게 LX홀딩스 지분을 넘겼다.
- 구형모는 현재 지분 12.15%를 보유하며 LX홀딩스 2대 주주이다.[4]